# Кагульський округ
Кагу́льський о́круг — адміністративно-територіальна одиниця Молдавської РСР, що існувала в 1952—1953 роках. Адміністративний центр — місто Кагул.
Округ був утворений 31 січня 1952 року, коли вся територія Молдавської РСР була поділена на 4 округи.

## Адміністративний поділ
Ділився на 10 районів та 1 місто окружного підпорядкування:
- Баймаклійський район — село Баймаклія
- Вулканештський район — село Вулканешти
- Кагульський район — місто Кагул
- Конгазький район[ru] — село Конгаз
- Комратський район — смт Комрат
- Леовський район — місто Леова
- Романівський район — село Романівка
- Тараклійський район — смт Тараклія.
- Чадир-Лунзький район — смт Чадир-Лунга
- Чимишлійський район — село Чимішлія
- місто Кагул

15 червня 1953 року всі округи Молдавської РСР скасовано.

## Керівництво Кагульського округу

### Голова окрвиконкому
1. Чеботар Варфоломій Ісидорович (лютий 1952 — червень 1953)

### 1-й секретар окружкому КП Молдавії
1. Форш Анатолій Федорович (лютий 1952 — червень 1953)